# Сін Чун Соп
Сін Чун Соп (кор. 신준섭; 15 червня 1963) — південнокорейський боксер, олімпійський чемпіон 1984 року.

## Аматорська кар'єра
1983 року завоював золоту медаль на Кубку світу, здобувши три перемоги.
Олімпійські ігри 1984
- 1/16 фіналу. Переміг Патріка Ліханда (Уганда) — 5-0
- 1/8 фіналу. Переміг Ріка Даффа (Канада) — 4-1
- 1/4 фіналу. Переміг Джеррі Окородуду (Нігерія) — 4-1
- 1/2 фіналу. Переміг Арістідеса Гонсалеса (Пуерто-Рико) — 4-1
- Фінал. Переміг Вірджила Гілла (США) — 3-2

1986 року став чемпіоном Азійських ігор, здобувши дві перемоги.